# Arriesjön-Risebjär
Arriesjön-Risebjär är ett naturreservat i Vellinge kommun i Skåne län.
Området är naturskyddat sedan 2013 och är 59 hektar stort. Reservatet består en hög kulle, Risebjär och en vattenfylld grustäkt, Arriesjön.
Arriesjön-Risebjär är ett lättillgängligt strövområde ca 1 mil utanför Malmö. I reservatet finns markerade vandringsleder, några är tillgänglighetsanpassade.